# 가락초등학교 (부산)
가락초등학교는 대한민국 부산광역시 강서구 죽림동에 있는 공립 초등학교이다.

## 학교 연혁
- 1923년 10월 11일 김해군 가락공립보통학교 개교
- 1938년 4월 1일 가락동공립심상소학교로 개칭
- 1941년 4월 1일 가락동공립국민학교로 개칭
- 1981년 3월 1일 병설유치원 개원
- 1987년 12월 20일 급식소 신축
- 1989년 1월 1일 부산직할시로 편입
- 1996년 3월 1일 가락초등학교로 개칭
- 2004년 12월 15일 모둠학습실 조성
- 2008년 10월 10일 어학실 개관
- 2009년 5월 29일 영어체험교실 구축
- 2009년 9월 30일 가락 슬찬도서관 개관
- 2009년 11월 25일 교무실 현대화 사업
- 2011년 3월 28일 과학실 리모델링 및 장애인 시설 확충
- 2011년 10월 12일 물들임 숲 개소식
- 2011년 11월 15일 물들임 숲 벽화 제작
- 2011년 12월 5일 시청각실 냉난방기 설치
- 2014년 9월 17일 스마트러닝 기반 구축
- 2016년 11월 5일 스포츠 동아리실 마련, 슬찬도서관 암막커튼 및 빔프로젝트 설치
- 2017년 1월 2일 급식실 현대화 사업 실시
- 2017년 3월 1일 삼광초등학교 통합
- 2017년 7월 3일 전교생과 함께한 벽화그리기 완성
- 2018년 10월 10일 개교기념 가락올림픽 개최
- 2019년 5월 29일 자연나누리 학교 텃밭 조성
- 2019년 5월 30일 독서예술융합 교내 벽화 완성
- 2019년 5월 31일 가락별빛 가족캠프
- 2019년 6월 10일 가락지킴이실(경비실) 완공
- 2020년 2월 21일 제95회 졸업(졸업생 2명, 누계 7,232명)
- 2020년 3월 2일 7학급 편성(특수반 1학급)
- 2020년 9월 1일 박종희 교장 부임
- 2027년 에코델타시티 이전 개교할 예정

## 참고 자료
- 가락초등학교 - 한국교육학술정보원 학교알리미